# 汪德昭
汪德昭（1905年12月20日—1998年12月28日），男，江苏灌云人，中国物理学家，中国水声学的奠基人，中国科学院院士。

## 早年生活和教育

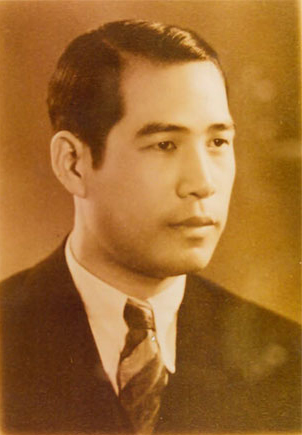
北京师范大学学生王德钊

汪德昭早年曾就读于国立北京高等师范学校附属中学校。后考入北京师范大学物理系并于1928年毕业，此后留校任教。1934年他赴比利时布鲁塞尔大学学习法语，次年前往法国巴黎大学郎之万实验室就读，师从著名物理学家保罗·朗之万。

## 在法国的职业生涯

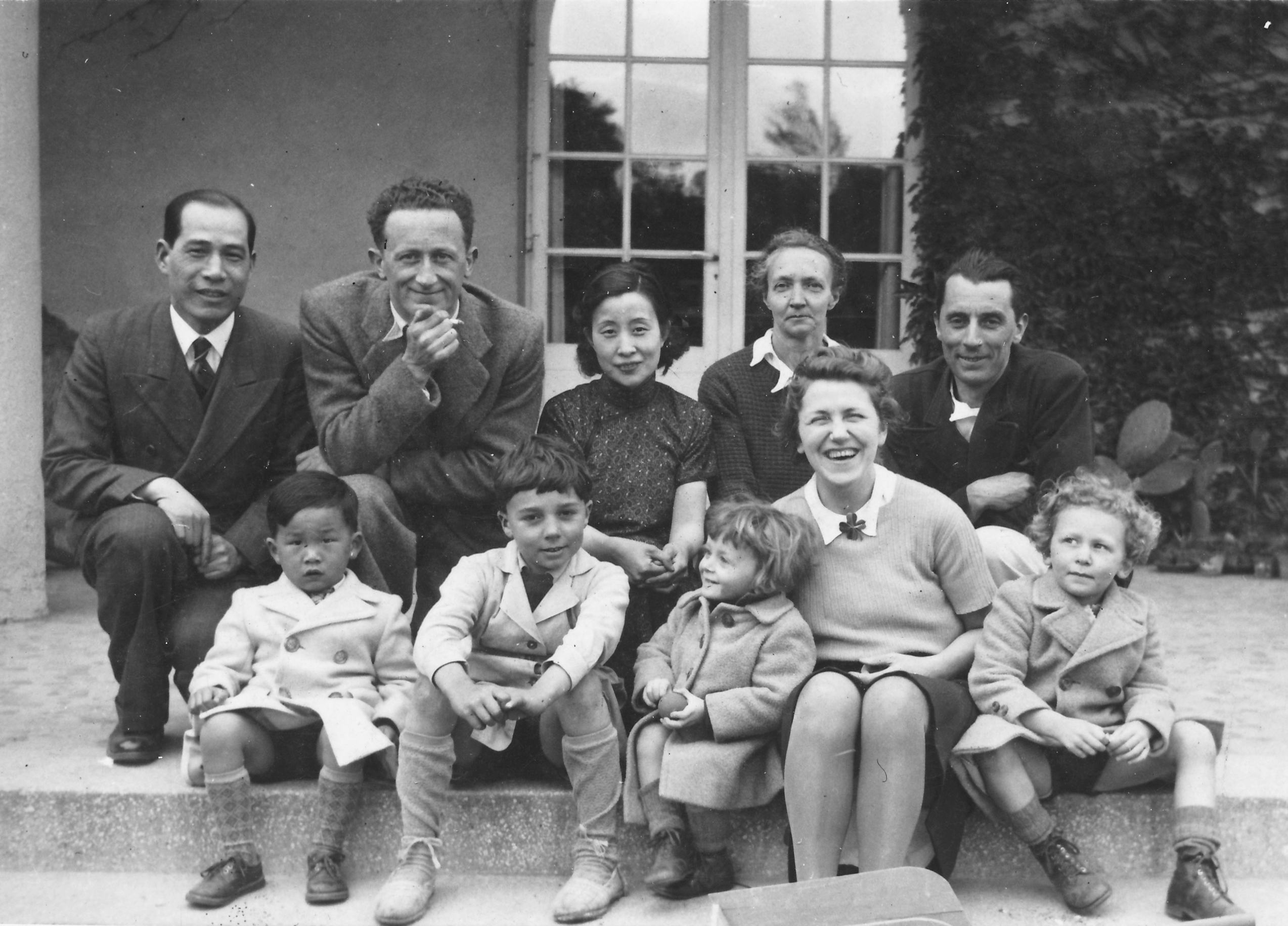
1941年夏天，汪、伊雷娜·约里奥-居里、弗雷德里克·约里奥-居里和比卡尔一家

1940年获法国国家科学博士学位，后在法国国家科学研究中心任副研究员、专任研究员、研究指导主任等职。1945年他因对大气电学的研究获法国科学院于格奖（Prix Hughes）。

## 在中国的职业生涯
1956年汪德昭回到中国，并于次年被增补为中国科学院学部委员（院士）。此后先后担任过中国科学院原子能研究所研究员、室主任，中国科学院电子学研究所研究员、副所长等职，并开始国防水声学的研究。1964年起出任新成立的中国科学院声学研究所所长，文革中年过花甲的汪德昭成了横扫对象，声学研究所曾经三次改变隶属关系。1981年他与学生尚尔昌一同编著出版了中国第一本水声学专著。同年获法国声学学会银质奖章。1983年获巴黎市政府荣誉奖章。1984年起任声学研究所名誉所长。1986年6月，中国科学技术协会第三次全国代表大会在北京召开，选举产生第三届全国委员会。6月28日，第三届全国委员会第一次会议召开，推举其为荣誉委员。1991年他获得军官级法国荣誉军团勋章。1998年逝世。
他还是第一至四届全国人大代表，第五、六届全国政协常委，第七届全国政协委员。

## 家庭
汪德昭之兄汪德耀为知名细胞生物学家，曾任厦门大学校长。其弟汪德熙为核化学家、中国科学院院士。
夫人李惠年为中国音乐学院声乐教授。
汪德昭的儿子汪华曾为中国驻法外交官，他于2004年也获得了法国政府颁发的骑士荣誉军团勋章。 汪华之子汪延则是新浪创始人之一、董事长(前首席执行官)。